# Université des Minorités du Sud-ouest

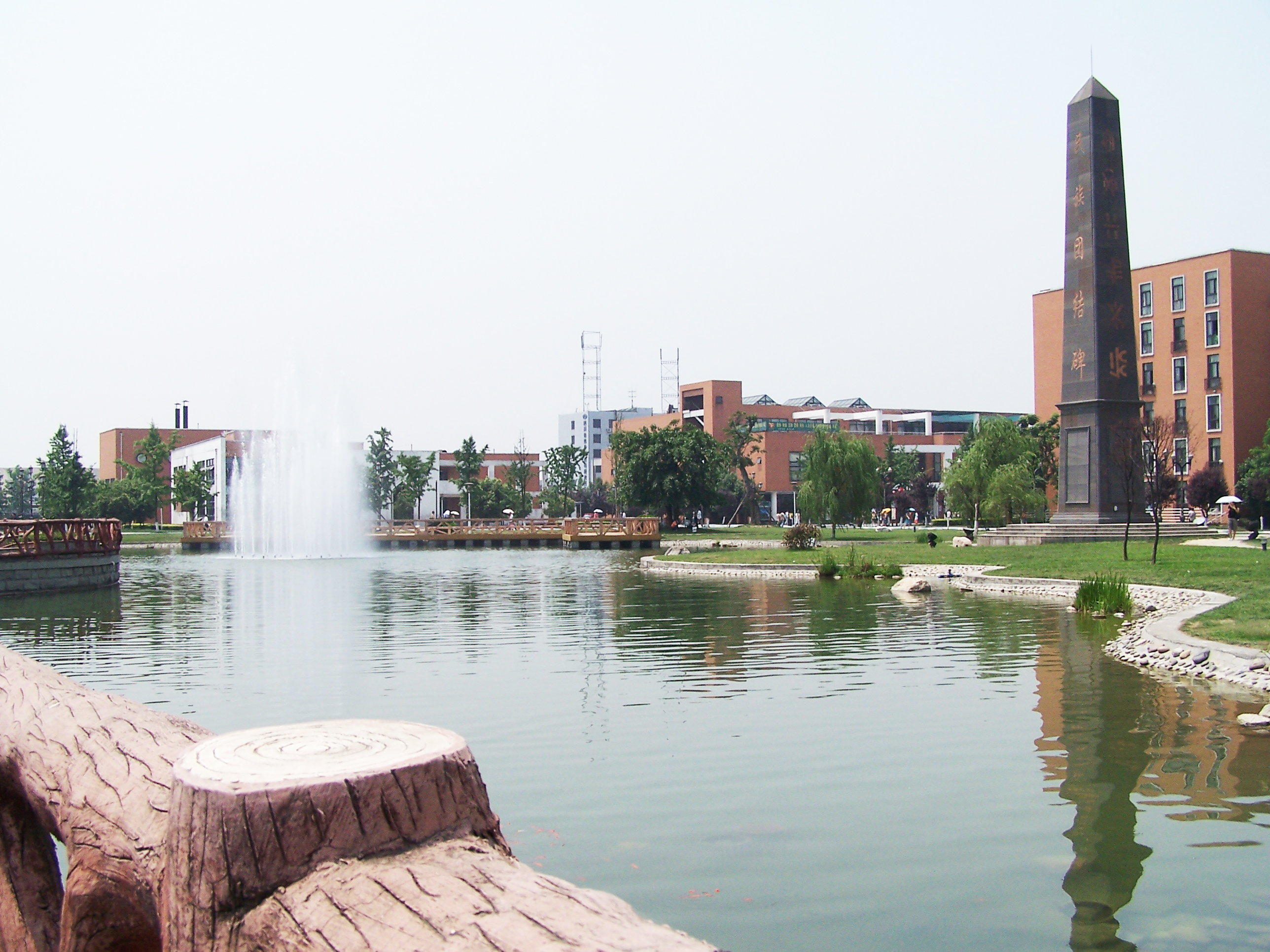
Stèle commémorative de l'université

L'université des Minorités du Sud-ouest (西南民族大学) est une université publique localisée à Chengdu, la capitale de la province du Sichuan, en Chine. Elle est administrée par la Commission des affaires ethniques d'Etat.  
Sa population d'étudiant est composée de principalement de minorités, mais s'est ouvert récemment aux Chinois Han et aux étrangers aussi. Son campus principal est localisé dans la section du sud-ouest de Chengdu sur yihuánlù, la première route circulaire. Des deux autres campus, l'un est localisé dans le comté de Shuangliu, près de l'aéroport ; l'autre est en dehors de la deuxième route circulaire, appelé Taipingyuan. 

## Étudiants célèbres
- Tsering Woeser